# Cueta trivirgata
Cueta trivirgata is een insect uit de familie van de mierenleeuwen (Myrmeleontidae), die tot de orde netvleugeligen (Neuroptera) behoort. 
Cueta trivirgata is voor het eerst wetenschappelijk beschreven door Gerstäcker in 1885.